# Fujio Itō
Fujio Itō (japanisch 伊藤 富士夫; * 24. Februar 1945 in Präfektur Akita) ist ein ehemaliger japanischer Radrennfahrer.

## Sportliche Laufbahn
Itō war im Bahnradsport aktiv. Er war Teilnehmer der Olympischen Sommerspiele 1964 in Tokio. 
In der Mannschaftsverfolgung gewann der japanische Vierer mit Norio Hotogi, Fujio Itō, Kosaku Takahashi und Hiromi Yamafuji seinen Vorlauf. Die Zeit reichte jedoch nicht für eine Qualifikation zur nächsten Runde. Über sein weiteres Leben und seine sportlichen Erfolge ist nichts bekannt.